# Campeonato del Mundo de patinaje de velocidad en línea 2021
El Campeonato Mundial de patinaje de velocidad en línea de 2021 tuvo como lugar del 6 al 13 de noviembre en Ibagué, Colombia. Es la quinta ocasión que la que el Colombia organizó el campeonato mundial tras las ediciones de Bello 1990, Barrancabermeja 2000, Cali 2007 y Guarne 2010.

## Resultados

### Sénior

#### Mujeres
| Distancia                   | Oro                                                | Plata                                                             | Bronce                                              |
| Pista                       | Pista                                              | Pista                                                             | Pista                                               |
| --------------------------- | -------------------------------------------------- | ----------------------------------------------------------------- | --------------------------------------------------- |
| 200 m Dual CR               | Geiny Pájaro                                       | Mathilde Pédronno                                                 | María José Moya                                     |
| 500 m Sprint                | María Fernanda Timms                               | Geiny Pájaro                                                      | María Loreto Arias                                  |
| 1.000 m Sprint              | Yang Ho-Chen                                       | María Fernanda Timms                                              | Marie Dupuy                                         |
| 10.000 m Puntos/Eliminación | Fabriana Arias                                     | Luz Karime Garzón                                                 | Yang Ho-Chen                                        |
| 10.000 m Eliminación        | Luz Karime Garzón                                  | Fabriana Arias                                                    | Marine Lefeuvre                                     |
| 3.000 m Relevos             | China Taipéi Yang Ho-Chen Li Meng-Chu Liu Yi-Hsuan | Colombia · María Fernanda Timms · Fabriana Arias · Gabriela Rueda | Francia Marine Lefeuvre Marie Dupuy Alison Bernardi |
| Ruta                        |                                                    |                                                                   |                                                     |
| 100 m Sprint                | Geiny Pájaro                                       | María José Moya                                                   | Valeria Rodríguez                                   |
| 1 Vuelta Sprint             | Geiny Pájaro                                       | María José Moya                                                   | María Loreto Arias                                  |
| 10.000 m Puntos             | Gabriela Rueda                                     | Luz Karime Garzón                                                 | Angy Quintero                                       |
| 15.000 m Eliminación        | Luz Karime Garzón                                  | Gabriela Rueda                                                    | Alejandra Traslaviña                                |
| Larga distancia             |                                                    |                                                                   |                                                     |
| 42.195 m Marathon           | Luz Karime Garzón                                  | Gabriela Rueda                                                    | Marine Lefeuvre                                     |

#### Hombres
| Distancia                   | Oro                                                   | Plata                                                  | Bronce                                                           |
| Pista                       | Pista                                                 | Pista                                                  | Pista                                                            |
| --------------------------- | ----------------------------------------------------- | ------------------------------------------------------ | ---------------------------------------------------------------- |
| 200 m Dual CR               | Steven Villegas                                       | Pedro Causil                                           | Duccio Marsili                                                   |
| 500 m Sprint                | Edwin Estrada                                         | Pedro Causil                                           | Ricardo Verdugo                                                  |
| 1.000 m Sprint              | Pedro Causil                                          | Chao Tsu-Cheng                                         | Gwendal Le Pivert                                                |
| 10.000 m Puntos/Eliminación | Daniel Zapata                                         | Jason Suttels                                          | Martin Ferrié                                                    |
| 10.000 m Eliminación        | Óscar Cobo                                            | Daniel Zapata                                          | Giuseppe Bramante                                                |
| 3.000 m Relevos             | Colombia · Pedro Causil · Óscar Cobo · Andrés Jiménez | Francia Elton De Souza Martin Ferrié Gwendal Le Pivert | Italia · Giuseppe Bramante · Daniele Di Stefano · Duccio Marsili |
| Ruta                        |                                                       |                                                        |                                                                  |
| 100 m Sprint                | Ioseba Fernández                                      | Steven Villegas                                        | Jorge Luís Martínez                                              |
| 1 Vuelta Sprint             | Gwendal Le Pivert                                     | Duccio Marsili                                         | Ricardo Verdugo                                                  |
| 10.000 m Puntos             | Nolan Beddiaf                                         | Patxi Peula                                            | Daniel Zapata                                                    |
| 15.000 m Eliminación        | Martin Ferrié                                         | Nolan Beddiaf                                          | Manuel Saavedra                                                  |
| Larga distancia             |                                                       |                                                        |                                                                  |
| 42.195 m Marathon           | Martin Ferrié                                         | Andrés Gómez                                           | Chen Yan-Cheng                                                   |

### Júnior

#### Mujeres
| Distancia                   | Oro                                                               | Plata                                                  | Bronce                                                    |
| Pista                       | Pista                                                             | Pista                                                  | Pista                                                     |
| --------------------------- | ----------------------------------------------------------------- | ------------------------------------------------------ | --------------------------------------------------------- |
| 200 m Dual CR               | Kollin Castro                                                     | Ruth Arza                                              | Luisa María González                                      |
| 500 m Sprint                | Kollin Castro                                                     | Ana Sofía Ruiz                                         | Luisa María González                                      |
| 1.000 m Sprint              | Ana Sofía Ruiz                                                    | Kollin Castro                                          | Fran Vanhoutte                                            |
| 10.000 m Puntos/Eliminación | Mariana Chaparro                                                  | Camila Vargas                                          | Martina Pita                                              |
| 10.000 m Eliminación        | María Camila Vargas                                               | Mariana Chaparro                                       | Fernanda Moncada                                          |
| 3.000 m Relevos             | Colombia · Mariana Chaparro · María Camila Vargas · Kollin Castro | Italia · Sofia Saroni · Ilara Carrer · Camilla Begiato | Francia Sterenn Delugeard Mathilde Champagnac Julia Nizan |
| Ruta                        |                                                                   |                                                        |                                                           |
| 100 m Sprint                | Heidy Figueroa                                                    | Ilaria Carrer                                          | Ivonne Nochez                                             |
| 1 Vuelta Sprint             | Kollin Castro                                                     | Helen Rivera                                           | Ruth Arza                                                 |
| 10.000 m Puntos             | María Camila Carmona                                              | Mariana Chaparro                                       | Elena Rossetto                                            |
| 15.000 m Eliminación        | Mariana Chaparro                                                  | Daniela Bustamante                                     | Fran Vanhoutte                                            |

#### Hombres
| Distancia                   | Oro                                                                  | Plata                                                 | Bronce                                                     |
| Pista                       | Pista                                                                | Pista                                                 | Pista                                                      |
| --------------------------- | -------------------------------------------------------------------- | ----------------------------------------------------- | ---------------------------------------------------------- |
| 200 m Dual CR               | Jhon Edwar Tascón                                                    | Salomón Carballo                                      | Andrea Cremaschi                                           |
| 500 m Sprint                | Salomón Carballo                                                     | Elimelec Ospino                                       | Andrea Cremaschi                                           |
| 1.000 m Sprint              | Stiven González                                                      | Andrea Cremaschi                                      | Louis Colin                                                |
| 10.000 m Puntos/Eliminación | Juan Jacobo Mantilla                                                 | Nicolás García                                        | Miguel Fonseca                                             |
| 10.000 m Eliminación        | Nicolás García                                                       | Sebastián Florez                                      | Matthis Rocher                                             |
| 3.000 m Relevos             | Colombia · Salomón Carballo · Juan Jacobo Mantilla · Elimelec Ospino | Francia Kevin Fourneret Mathis Rocher Florian Bernard | Italia · Manuel Ghioto · Andrea Cremaschi · Riccardo Ceola |
| Ruta                        |                                                                      |                                                       |                                                            |
| 100 m Sprint                | Jhon Edwar Tascón                                                    | Marvin Rodríguez                                      | Elimelec Ospino                                            |
| 1 Vuelta Sprint             | Andrea Cremaschi                                                     | Florian Bernard                                       | Gabriel Lyons                                              |
| 10.000 m Puntos             | Juan Jacobo Mantilla                                                 | Marco Lira                                            | Nicolás García                                             |
| 15.000 m Eliminación        | Miguel Fonseca                                                       | Anand Kumar Velkumar                                  | Marco Lira                                                 |

## Medallero
| Pos. | País           | Oro | Plata | Bronce | Total |
| ---- | -------------- | --- | ----- | ------ | ----- |
| 1.º  | Colombia       | 33  | 21    | 5      | 59    |
| 2.º  | Francia        | 4   | 5     | 9      | 18    |
| 3.º  | China Taipéi   | 2   | 1     | 2      | 5     |
| 4.º  | Italia         | 1   | 4     | 7      | 12    |
| 5.º  | España         | 1   | 2     | 3      | 6     |
| 6.º  | Ecuador        | 1   | 1     | 5      | 7     |
| 7.º  | Chile          | 0   | 2     | 4      | 6     |
| 8.º  | Bélgica        | 0   | 1     | 2      | 3     |
| 9.º  | El Salvador    | 0   | 1     | 1      | 2     |
| 9.º  | Portugal       | 0   | 1     | 1      | 2     |
| 9.º  | Venezuela      | 0   | 1     | 1      | 2     |
| 12.º | Guatemala      | 0   | 1     | 0      | 1     |
| 12.º | India          | 0   | 1     | 0      | 1     |
| 14.º | Estados Unidos | 0   | 0     | 1      | 1     |
| 14.º | México         | 0   | 0     | 1      | 1     |

| Pos. | País         | Oro | Plata | Bronce | Total |
| ---- | ------------ | --- | ----- | ------ | ----- |
| 1.º  | Colombia     | 15  | 13    | 3      | 31    |
| 2.º  | Francia      | 4   | 3     | 6      | 13    |
| 3.º  | China Taipéi | 2   | 1     | 2      | 5     |
| 4.º  | España       | 1   | 1     | 0      | 2     |
| 5.º  | Chile        | 0   | 2     | 4      | 6     |
| 6.º  | Italia       | 0   | 1     | 3      | 4     |
| 7.º  | Bélgica      | 0   | 1     | 0      | 1     |
| 8.º  | Ecuador      | 0   | 0     | 2      | 2     |
| 9.º  | México       | 0   | 0     | 1      | 1     |
| 9.º  | Venezuela    | 0   | 0     | 1      | 1     |

| Pos. | País           | Oro | Plata | Bronce | Total |
| ---- | -------------- | --- | ----- | ------ | ----- |
| 1.º  | Colombia       | 18  | 8     | 2      | 28    |
| 2.º  | Italia         | 1   | 3     | 4      | 8     |
| 3.º  | Ecuador        | 1   | 1     | 3      | 5     |
| 4.º  | Francia        | 0   | 2     | 3      | 5     |
| 5.º  | España         | 0   | 1     | 3      | 4     |
| 6.º  | El Salvador    | 0   | 1     | 1      | 2     |
| 6.º  | Portugal       | 0   | 1     | 1      | 2     |
| 8.º  | Guatemala      | 0   | 1     | 0      | 1     |
| 8.º  | India          | 0   | 1     | 0      | 1     |
| 8.º  | Venezuela      | 0   | 1     | 0      | 1     |
| 11.º | Bélgica        | 0   | 0     | 2      | 2     |
| 12.º | Estados Unidos | 0   | 0     | 1      | 1     |